# Mont Cermis
Le mont Cermis est une montagne des Alpes italiennes, située dans le massif de Lagorai, à l'est de la province autonome de Trente, sur le territoire de la commune de Cavalese.
Ses pentes font partie du domaine skiable du val di Fiemme.